# 18.ª etapa del Giro de Italia 2019
La 18.ª etapa del Giro de Italia 2019 tuvo lugar el 30 de mayo de 2019 entre Valdaora y Santa Maria di Sala sobre un recorrido de 222 km y fue ganada al esprit por el ciclista italiano Damiano Cima del equipo Nippo-Vini Fantini-Faizanè. El ciclista ecuatoriano Richard Carapaz del equipo Movistar conservó la Maglia Rosa.

## Clasificación de la etapa
| \| Clasificación de la etapa \| Clasificación de la etapa \| Clasificación de la etapa \| Clasificación de la etapa \| Clasificación de la etapa \| \| Ciclista \| Ciclista \| Equipo \| Tiempo \| \| \| ------------------------- \| ------------------------- \| --------------------------- \| ------------------------- \| ------------------------- \| \| 1.º \| Damiano Cima \| Nippo-Vini Fantini-Faizanè \| 4 h 56 min 04 s \| \| \| 2.º \| Pascal Ackermann \| Bora-Hansgrohe \| + 0 s \| \| \| 3.º \| Simone Consonni \| UAE Team Emirates \| + 0 s \| \| \| 4.º \| Florian Sénéchal \| Deceuninck-Quick Step \| + 0 s \| \| \| 5.º \| Ryan Gibbons \| Dimension Data \| + 0 s \| \| \| 6.º \| Manuel Belletti \| Androni Giocattoli-Sidermec \| + 0 s \| \| \| 7.º \| Davide Cimolai \| Israel Cycling Academy \| + 0 s \| \| \| 8.º \| Arnaud Démare \| Groupama-FDJ \| + 0 s \| \| \| 9.º \| Sean Bennett \| EF Education First \| + 0 s \| \| \| 10.º \| Mirco Maestri \| Bardiani CSF \| + 0 s \| \| |                  |                             |                 |
| |                  |                             |                 |
| Fuente: ProCyclingStats |                  |                             |                 |
| Clasificación de la etapa |                  |                             |                 |
| Ciclista | Ciclista         | Equipo                      | Tiempo          |
| 1.º | Damiano Cima     | Nippo-Vini Fantini-Faizanè  | 4 h 56 min 04 s |
| 2.º | Pascal Ackermann | Bora-Hansgrohe              | + 0 s           |
| 3.º | Simone Consonni  | UAE Team Emirates           | + 0 s           |
| 4.º | Florian Sénéchal | Deceuninck-Quick Step       | + 0 s           |
| 5.º | Ryan Gibbons     | Dimension Data              | + 0 s           |
| 6.º | Manuel Belletti  | Androni Giocattoli-Sidermec | + 0 s           |
| 7.º | Davide Cimolai   | Israel Cycling Academy      | + 0 s           |
| 8.º | Arnaud Démare    | Groupama-FDJ                | + 0 s           |
| 9.º | Sean Bennett     | EF Education First          | + 0 s           |
| 10.º | Mirco Maestri    | Bardiani CSF                | + 0 s           |

## Clasificaciones al final de la etapa

### Clasificación general(Maglia Rosa)
| \| Clasificación general \| Clasificación general \| Clasificación general \| Clasificación general \| Clasificación general \| \| Ciclista \| Ciclista \| Equipo \| Tiempo \| \| \| --------------------- \| --------------------- \| --------------------- \| --------------------- \| --------------------- \| \| 1.º \| Richard Carapaz \| Movistar Team \| 79 h 44 min 22 s \| \| \| 2.º \| Vincenzo Nibali \| Bahrain-Merida \| + 1 min 54 s \| \| \| 3.º \| Primož Roglič \| Team Jumbo-Visma \| + 2 min 16 s \| \| \| 4.º \| Mikel Landa \| Movistar Team \| + 3 min 03 s \| \| \| 5.º \| Bauke Mollema \| Trek-Segafredo \| + 5 min 07 s \| \| \| 6.º \| Miguel Ángel López \| Astana \| + 6 min 17 s \| \| \| 7.º \| Rafał Majka \| Bora-Hansgrohe \| + 6 min 48 s \| \| \| 8.º \| Simon Yates \| Mitchelton-Scott \| + 7 min 13 s \| \| \| 9.º \| Pavel Sivakov \| Team Ineos \| + 8 min 21 s \| \| \| 10.º \| Davide Formolo \| Bora-Hansgrohe \| + 8 min 59 s \| \| |                    |                  |                  |
| |                    |                  |                  |
| Fuente: ProCyclingStats |                    |                  |                  |
| Clasificación general |                    |                  |                  |
| Ciclista | Ciclista           | Equipo           | Tiempo           |
| 1.º | Richard Carapaz    | Movistar Team    | 79 h 44 min 22 s |
| 2.º | Vincenzo Nibali    | Bahrain-Merida   | + 1 min 54 s     |
| 3.º | Primož Roglič      | Team Jumbo-Visma | + 2 min 16 s     |
| 4.º | Mikel Landa        | Movistar Team    | + 3 min 03 s     |
| 5.º | Bauke Mollema      | Trek-Segafredo   | + 5 min 07 s     |
| 6.º | Miguel Ángel López | Astana           | + 6 min 17 s     |
| 7.º | Rafał Majka        | Bora-Hansgrohe   | + 6 min 48 s     |
| 8.º | Simon Yates        | Mitchelton-Scott | + 7 min 13 s     |
| 9.º | Pavel Sivakov      | Team Ineos       | + 8 min 21 s     |
| 10.º | Davide Formolo     | Bora-Hansgrohe   | + 8 min 59 s     |

### Clasificación por puntos(Maglia Ciclamino)
| Clasificación por puntos | Clasificación por puntos | Clasificación por puntos    | Clasificación por puntos | Clasificación por puntos |
| Ciclista                 | Ciclista                 | Equipo                      | Puntos                   |                          |
| ------------------------ | ------------------------ | --------------------------- | ------------------------ | ------------------------ |
| 1.º                      | Pascal Ackermann         | Bora-Hansgrohe              | 226 pts                  |                          |
| 2.º                      | Arnaud Démare            | Groupama-FDJ                | 213 pts                  |                          |
| 3.º                      | Damiano Cima             | Nippo-Vini Fantini-Faizanè  | 104 pts                  |                          |
| 4.º                      | Richard Carapaz          | Movistar Team               | 83 pts                   |                          |
| 5.º                      | Fausto Masnada           | Androni Giocattoli-Sidermec | 81 pts                   |                          |
| 6.º                      | Davide Cimolai           | Israel Cycling Academy      | 60 pts                   |                          |
| 7.º                      | Mirco Maestri            | Bardiani CSF                | 54 pts                   |                          |
| 8.º                      | Primož Roglič            | Team Jumbo-Visma            | 49 pts                   |                          |
| 9.º                      | Manuel Belletti          | Androni Giocattoli-Sidermec | 45 pts                   |                          |
| 10.º                     | José Joaquín Rojas       | Movistar Team               | 44 pts                   |                          |

### Clasificación de la montaña(Maglia Azzurra)
| Clasificación de la montaña | Clasificación de la montaña | Clasificación de la montaña | Clasificación de la montaña | Clasificación de la montaña |
| Ciclista                    | Ciclista                    | Equipo                      | Puntos                      |                             |
| --------------------------- | --------------------------- | --------------------------- | --------------------------- | --------------------------- |
| 1.º                         | Giulio Ciccone              | Trek-Segafredo              | 229 pts                     |                             |
| 2.º                         | Richard Carapaz             | Movistar Team               | 66 pts                      |                             |
| 3.º                         | Fausto Masnada              | Androni Giocattoli-Sidermec | 57 pts                      |                             |
| 4.º                         | Mattia Cattaneo             | Androni Giocattoli-Sidermec | 53 pts                      |                             |
| 5.º                         | Damiano Caruso              | Bahrain-Merida              | 48 pts                      |                             |
| 6.º                         | Ilnur Zakarin               | Katusha-Alpecin             | 42 pts                      |                             |
| 7.º                         | Gianluca Brambilla          | Trek-Segafredo              | 40 pts                      |                             |
| 8.º                         | Dario Cataldo               | Astana                      | 39 pts                      |                             |
| 9.º                         | Mikel Nieve                 | Mitchelton-Scott            | 37 pts                      |                             |
| 10.º                        | Primož Roglič               | Team Jumbo-Visma            | 30 pts                      |                             |

### Clasificación de los jóvenes(Maglia Bianca)
| Clasificación del mejor joven | Clasificación del mejor joven | Clasificación del mejor joven | Clasificación del mejor joven | Clasificación del mejor joven |
| Ciclista                      | Ciclista                      | Equipo                        | Tiempo                        |                               |
| ----------------------------- | ----------------------------- | ----------------------------- | ----------------------------- | ----------------------------- |
| 1.º                           | Miguel Ángel López            | Astana                        | 79 h 50 min 39 s              |                               |
| 2.º                           | Pavel Sivakov                 | Team Ineos                    | + 2 min 04 s                  |                               |
| 3.º                           | Hugh Carthy                   | EF Education First            | + 8 min 34 s                  |                               |
| 4.º                           | Valentin Madouas              | Groupama-FDJ                  | + 13 min 28 s                 |                               |
| 5.º                           | Giulio Ciccone                | Trek-Segafredo                | + 19 min 09 s                 |                               |
| 6.º                           | Edward Dunbar                 | Team Ineos                    | + 31 min 03 s                 |                               |
| 7.º                           | Lucas Hamilton                | Mitchelton-Scott              | + 56 min 42 s                 |                               |
| 8.º                           | Ben O'Connor                  | Dimension Data                | + 56 min 46 s                 |                               |
| 9.º                           | Chris Hamilton                | Team Sunweb                   | + 1 min 03 s                  |                               |
| 10.º                          | Iván Ramiro Sosa              | Team Ineos                    | + 1 min 08 s                  |                               |

### Clasificación por equipos"Super Team"
| Clasificación por equipos | Clasificación por equipos   | Clasificación por equipos | Clasificación por equipos |
| Equipo                    | Equipo                      | Tiempo                    |                           |
| ------------------------- | --------------------------- | ------------------------- | ------------------------- |
| 1.º                       | Movistar Team               | 239 h 38 min 17 s         |                           |
| 2.º                       | Bahrain-Merida              | + 27 min 01 s             |                           |
| 3.º                       | Astana                      | + 28 min 04 s             |                           |
| 4.º                       | EF Education First          | + 31 min 47 s             |                           |
| 5.º                       | Ineos                       | + 35 min 20 s             |                           |
| 6.º                       | Mitchelton-Scott            | + 49 min 55 s             |                           |
| 7.º                       | Trek-Segafredo              | + 1 h 15 min 06 s         |                           |
| 8.º                       | Bora-hansgrohe              | + 1 h 15 min 17 s         |                           |
| 9.º                       | Androni Giocattoli-Sidermec | + 1 h 15 min 17 s         |                           |
| 10.º                      | UAE Team Emirates           | + 1 h 34 min 46 s         |                           |

## Abandonos
- Valerio Conti, debido a problemas físicos, no tomó la salida.[2]